# Мачулища
Мачулища (укр. Мачулища) — село,
Мачулищанский сельский совет,
Путивльский район,
Сумская область,
Украина.
Код КОАТУУ — 5923885401. Население по переписи 2001 года составляло 302 человека.
Является административным центром Мачулищанского сельского совета, в который, кроме того, входят сёла
Уцково и
Вощинино.

## Географическое положение
Село Мачулища находится на левом берегу реки Берюшка,
выше по течению на расстоянии в 1 км расположено село Уцково,
ниже по течению примыкает село Вощинино.

## История
Село основано в первой половине XVIII века.

## Экономика
- «Прогресс», ООО.
- «Утро», ООО.

## Объекты социальной сферы
- Школа I—II ст.